# Verrucosa cachimbo
Verrucosa cachimbo Lise, Kesster & Silva, 2015 è un ragno appartenente alla famiglia Araneidae.

## Etimologia
Il nome della specie deriva dalla località brasiliana di rinvenimento degli esemplari: la Serra do Cachimbo.

## Caratteristiche
L'olotipo maschile rinvenuto ha lunghezza totale è di 6,20 mm; la lunghezza del cefalotorace è di 2,75 mm; e la larghezza è di 2,25 mm.

## Distribuzione
La specie è stata reperita nel Brasile centrale: l'olotipo maschile è stato rinvenuto 260 km a nord di Nova Xavantina, nella località Serra do Cachimbo, appartenente al Mato Grosso.

## Tassonomia
Al 2015 non sono note sottospecie e non sono stati esaminati nuovi esemplari.